# AKG
AKG Acoustics GmbH — австрийский производитель аудиотехники (в том числе наушников класса Хай-фай и Хай-энд, микрофонов и некоторого другого оборудования для бытового и профессионального использования). Компания была основана в 1947 году в Вене. 
Аббревиатура AKG является сокращением от немецкого «Akustische und Kino-Geräte», что означает «Акустическое и кинооборудование». Сначала полное имя компании выглядело как «Akustische und Kino-Geräte Gesellschaft m.b.H.», а с 1997 года официальное название стало короче — «AKG Acoustics GmbH». 
В настоящее время AKG входит в концерн Harman International Industries.